# Świdnik (powiat limanowski)

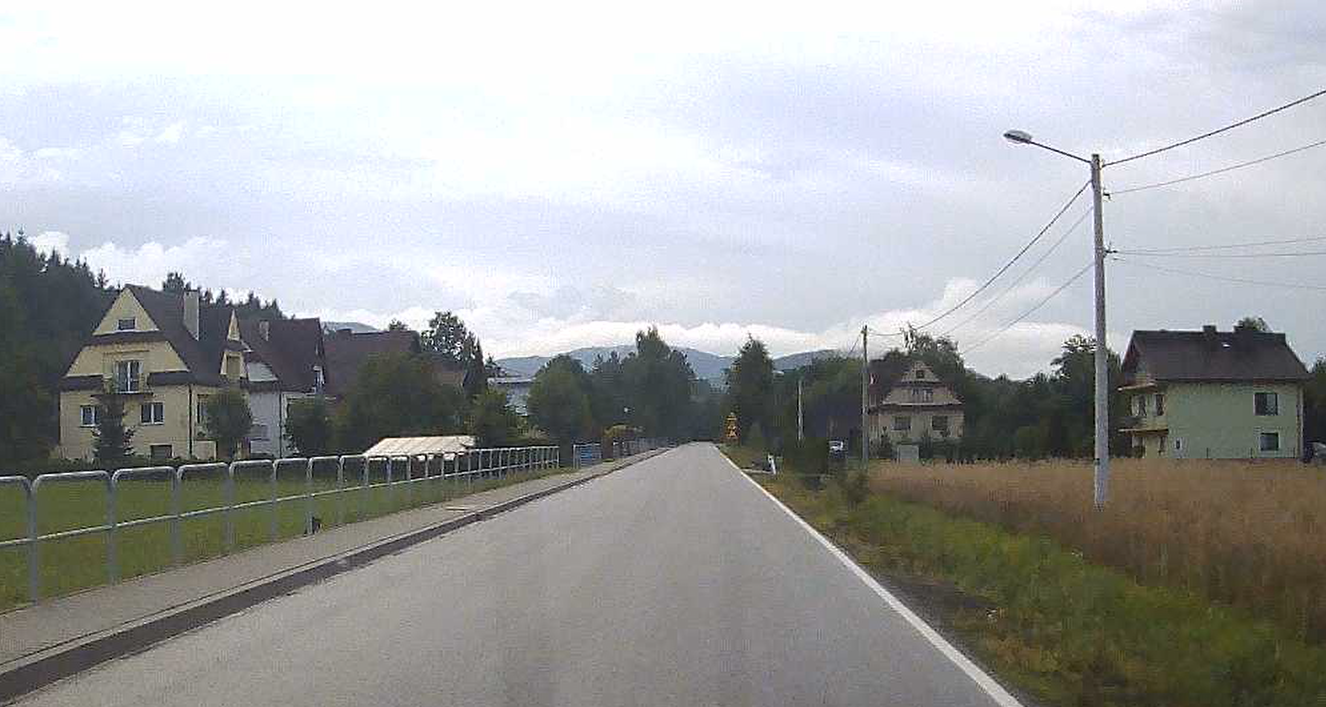
Droga powiatowa nr 1579k przebiegająca przez wieś Świdnik

Świdnik – wieś w Polsce położona w województwie małopolskim, w powiecie limanowskim, w gminie Łukowica. W latach 1975–1998 miejscowość należała administracyjnie do województwa nowosądeckiego. Świdnik zamieszkiwało w 2024 roku 760 mieszkańców. 

## Integralne części wsi
| SIMC    | Nazwa      | Rodzaj    |
| ------- | ---------- | --------- |
| 0449645 | Na Dziale  | część wsi |
| 0449651 | Nowa Wieś  | część wsi |
| 0449668 | Stara Wieś | część wsi |

## Historia
Wieś wzmiankowana była po raz pierwszy w 1326 jako wieś rycerska. Pod koniec XIV wieku Świdnik należał do Leszka i jego syna Andrzeja, a w drugiej połowie XV wieku do Zegoty Gabońskiego. W 1581 wieś należała do Stanisława Rogowskiego, członka wspólnotybraci polskich.
Marcin Rogowski, podwojewodzi sądecki, wybudował w Świdniku zbór braci polskich. Następnie dziedzicami wsi byli Sędzimirowie z Łukowicy a potem Wielogłowscy. W 1620 chłopi z Łącka, Ochotnicy i Kamienicy dokonali napadu na okoliczne dwory w tym też na tutejszy dwór oraz zbór i według tradycji kaplica dworska wzniesiona została na zbiorowym grobie pomordowanych arian. W 1629 właścicielem Świdnika był Sebastian Wielogłowski herbu Starykoń (w polu czerwonym koń w biegu, na szczycie korona złota a w niej wbity topór). Wielogłowski był ponadto właścicielem Jastrzębia, części Wolicy koło Stronia oraz Zagorowa.
W latach 1859–1861 wieś dzierżawił Szczęsny Morawski, ceniony później historyk Sądecczyzny.
W 1752 dziedzic w Świdniku rozpoczął budowę dworu, który zachował się do czasów obecnych. Jest to dworek drewniany, zbudowany na zrąb, tynkowany, bielony, parterowy z facjatą od tyłu, na narożnikach ma kwadratowe alkierzyki.
Oprócz zabytkowego dworku we wsi znajduje się kaplica dworska, murowana z XVIII wieku.

## Zabytki
Obiekt wpisany do rejestru zabytków nieruchomych województwa małopolskiego.
- Dwór;
- park dworski.

## Edukacja
W Świdniku funkcjonuje szkoła podstawowa im. Jana Kochanowskiego.

## Religia
W miejscowości znajduje się kaplica pod wezwaniem Matki Bożej Bolesnej należąca do Parafii Łukowica.

## Ochotnicza straż pożarna
Jednostka OSP w Świdniku została założona w 1963 roku. Z inicjatywy członków OSP oraz pomocy mieszkańców Świdnika  i Owieczki w roku 1972 rozpoczęto budowę remizy OSP, która została ukończona w lipcu 1976 r. W 1977 roku udało się pozyskać pierwszy w historii jednostki samochód bojowy. W latach 2003–2005 przeprowadzono rozbudowę remizy. OSP Świdnik działa poza strukturami krajowego systemu ratowniczo-gaśniczego, na swoim wyposażeniu posada samochód GBA Renault G270/Camiva oraz lekki pojazd ratowniczo-gaśniczy marki Iveco Daily.